# Міністерство сільського будівництва Української РСР
Міністерство сільського будівництва Української РСР — союзно-республіканське міністерство, входило до системи органів сільського будівництва СРСР і підлягало в своїй діяльності Раді Міністрів УРСР і Міністерству сільського будівництва СРСР.

## Історія
Створене 23 жовтня 1965 року. У листопаді 1985 року увійшло до складу Держагропрому (Державного агропромислового комітету) УРСР.

## Міністри сільського будівництва УРСР
- Михайлов Микола Миколайович (1965—1973)
- Єсипенко Павло Євменович (1973—1975)
- Котов Юрій Борисович (1975—1982)
- Череп Валерій Іванович (1982—1985)